# Коломбо
Коломбо (синх. සිංහල, там.: கொழும்பு) је највећи град, економска и пословна престоница Шри Ланке. Према Институту Брукингс, градско подручје Коломбо има 5,6 милиона становника, и 752.993 у општини. То је финансијски центар острва и туристичко одредиште. Налази се на западној обали острва и у поред подручја ширег Коломба које обухвата Сри Џајаварденепура Коте, законодавну престоницу Шри Ланке и Дехивала-Маунт Лавинију. Коломбо се често назива главним градом, јер се Сри Џајаварденепура Коте и сам налази у урбаном/приградском подручју Коломба. Такође је административни главни град Западне провинције и главни град округа Коломбо. Коломбо је ужурбан и живахан град са мешавином модерног живота, колонијалних зграда и споменика.
Коломбо је био познат римским, арапским и кинеским трговцима још у доба антике. У 7. веку овде су се доселили арапски трговци да би управљали трговином острва са остатком света. Португалци су се појавили у 16. веку и саградили тврђаву која је штитила трговину зачинима. У 17. веку овде доминирају холандски трговачки интереси, а коначно Британци 1802. проглашавају Коломбо за главни град своје колоније Цејлон.
Због велике луке и стратешког положаја дуж трговачких путева Исток-Запад, Коломбо је био познат древним трговцима пре 2.000 година. Он је постао главни град острва када је Шри Ланка уступљена Британском царству 1815. године, а његов статус главног града задржан је када је држава постала независна 1948. Године 1978. године, када су административне функције пресељене у Сри Џајаварденепура Коте, Коломбо је означен као трговачки главни град Шри Ланке.

## Етимологија
Сматра се да је назив 'Коломбо', који су Португалци први пут увели 1505. године, изведен из класичног синхалешког имена කොලොන් තොට Kolon thota, што значи „лука на реци Келани”.
Друго веровање је да име потиче од синхалешког имена කොල-අඹ-තොට Kola-amba-thota што значи 'Лука са лиснатим/зеленим дрвећем манга'. Ово се поклапа са Роберт Ноксовом историјом острва док је био затвореник у Кандију. Он пише да „На западу, град Колумбо, тако назван због дрвета које домороци зову Амбо (који даје плод манга) расте на том месту; али ово никада не даје плод, већ само лишће које је у њиховом језику звано кола и отуда су назвали дрво коламбо: које су хришћани у част Колумба окренули у Колумбо."
Аутор најстарије синхалске синхалешке, Сидацангарава, написане у 13. веку, писао је о категорији речи које су искључиво припадале раном синхалу. У њему су наведене нарамба (видети) и коламба (плићак или лука) које потичу од аутохтоног ведског језика. Коламба такође може бити извор имена трговачке престонице Коломбо.

## Историја
As Colombo possesses a natural harbour, it was known to Indian, Greek, Persian, Roman, Arab and Chinese traders over 2,000 years ago. Traveller Ibn Battuta who visited the island in the 14th century, referred to it as Kalanpu. Arabs, whose prime interests were trade, began to settle in Colombo around the 8th century AD mostly because the port helped their business by the way of controlling much of the trade between the Sinhalese kingdoms and the outside world. Their descendants now comprise the local Sri Lankan Moor community.

## Географија

### Клима
Коломбо има тропску монсунску климу према Кепеновој класификацији климе, која скоро да би могла да се групише и као тропска прашумска клима. Клима у Коломбу је врела током целе године. Од марта до априла просечна висока температура је око 31 °C (87,8 °F). Једина велика промена времена у Коломбу догађа се током монсунских сезона од априла до јуна и од септембра до новембра, када падају јаке кише. Коломбо диживљава мали релативни дневни распон температура, иако је то израженије у сушнијим зимским месецима, где су минималне температуре просечно 22 °C (71,6 °F). Падавине у граду су просечно око 2.500 mm (98 in) годишње.
| Клима Коломба, Шри Ланка (1961–1990, екстреми 1961–2012)              | Клима Коломба, Шри Ланка (1961–1990, екстреми 1961–2012) | Клима Коломба, Шри Ланка (1961–1990, екстреми 1961–2012) | Клима Коломба, Шри Ланка (1961–1990, екстреми 1961–2012) | Клима Коломба, Шри Ланка (1961–1990, екстреми 1961–2012) | Клима Коломба, Шри Ланка (1961–1990, екстреми 1961–2012) | Клима Коломба, Шри Ланка (1961–1990, екстреми 1961–2012) | Клима Коломба, Шри Ланка (1961–1990, екстреми 1961–2012) | Клима Коломба, Шри Ланка (1961–1990, екстреми 1961–2012) | Клима Коломба, Шри Ланка (1961–1990, екстреми 1961–2012) | Клима Коломба, Шри Ланка (1961–1990, екстреми 1961–2012) | Клима Коломба, Шри Ланка (1961–1990, екстреми 1961–2012) | Клима Коломба, Шри Ланка (1961–1990, екстреми 1961–2012) | Клима Коломба, Шри Ланка (1961–1990, екстреми 1961–2012) |
| Показатељ \ Месец                                                     | .Јан.                                                    | .Феб.                                                    | .Мар.                                                    | .Апр.                                                    | .Мај.                                                    | .Јун.                                                    | .Јул.                                                    | .Авг.                                                    | .Сеп.                                                    | .Окт.                                                    | .Нов.                                                    | .Дец.                                                    | .Год.                                                    |
| --------------------------------------------------------------------- | -------------------------------------------------------- | -------------------------------------------------------- | -------------------------------------------------------- | -------------------------------------------------------- | -------------------------------------------------------- | -------------------------------------------------------- | -------------------------------------------------------- | -------------------------------------------------------- | -------------------------------------------------------- | -------------------------------------------------------- | -------------------------------------------------------- | -------------------------------------------------------- | -------------------------------------------------------- |
| Апсолутни максимум, °C (°F)                                           | 35,2 (95,4)                                              | 35,6 (96,1)                                              | 36,1 (97)                                                | 35,2 (95,4)                                              | 33,2 (91,8)                                              | 33,5 (92,3)                                              | 32,2 (90)                                                | 32,2 (90)                                                | 32,5 (90,5)                                              | 33,6 (92,5)                                              | 34,0 (93,2)                                              | 35,0 (95)                                                | 36,1 (97)                                                |
| Максимум, °C (°F)                                                     | 31,0 (87,8)                                              | 31,2 (88,2)                                              | 31,7 (89,1)                                              | 31,8 (89,2)                                              | 31,1 (88)                                                | 30,4 (86,7)                                              | 30,0 (86)                                                | 30,0 (86)                                                | 30,2 (86,4)                                              | 30,0 (86)                                                | 30,2 (86,4)                                              | 30,4 (86,7)                                              | 30,7 (87,3)                                              |
| Просек, °C (°F)                                                       | 26,6 (79,9)                                              | 26,9 (80,4)                                              | 27,7 (81,9)                                              | 28,2 (82,8)                                              | 28,3 (82,9)                                              | 27,9 (82,2)                                              | 27,6 (81,7)                                              | 27,6 (81,7)                                              | 27,5 (81,5)                                              | 27,0 (80,6)                                              | 26,7 (80,1)                                              | 26,6 (79,9)                                              | 27,4 (81,3)                                              |
| Минимум, °C (°F)                                                      | 22,3 (72,1)                                              | 22,7 (72,9)                                              | 23,7 (74,7)                                              | 24,6 (76,3)                                              | 25,5 (77,9)                                              | 25,5 (77,9)                                              | 25,1 (77,2)                                              | 25,1 (77,2)                                              | 24,8 (76,6)                                              | 24,0 (75,2)                                              | 23,2 (73,8)                                              | 22,8 (73)                                                | 24,1 (75,4)                                              |
| Апсолутни минимум, °C (°F)                                            | 16,4 (61,5)                                              | 18,8 (65,8)                                              | 17,7 (63,9)                                              | 21,2 (70,2)                                              | 20,5 (68,9)                                              | 21,4 (70,5)                                              | 21,4 (70,5)                                              | 21,6 (70,9)                                              | 21,2 (70,2)                                              | 21,0 (69,8)                                              | 18,6 (65,5)                                              | 18,1 (64,6)                                              | 16,4 (61,5)                                              |
| Количина падавина, mm (in)                                            | 58,2 (2,291)                                             | 72,7 (2,862)                                             | 128,0 (5,039)                                            | 245,6 (9,669)                                            | 392,4 (15,449)                                           | 184,9 (7,28)                                             | 121,9 (4,799)                                            | 119,5 (4,705)                                            | 245,4 (9,661)                                            | 365,4 (14,386)                                           | 414,4 (16,315)                                           | 175,3 (6,902)                                            | 2.523,7 (99,358)                                         |
| Дани са падавинама                                                    | 5                                                        | 5                                                        | 9                                                        | 14                                                       | 16                                                       | 16                                                       | 12                                                       | 11                                                       | 15                                                       | 17                                                       | 15                                                       | 10                                                       | 145                                                      |
| Релативна влажност, % (у Daytime ч.)                                  | 69                                                       | 69                                                       | 71                                                       | 75                                                       | 78                                                       | 79                                                       | 78                                                       | 77                                                       | 78                                                       | 78                                                       | 76                                                       | 73                                                       | 75                                                       |
| Сунчани сати — месечни просек                                         | 248,0                                                    | 246,4                                                    | 275,9                                                    | 234,0                                                    | 201,5                                                    | 195,0                                                    | 201,5                                                    | 201,5                                                    | 189,0                                                    | 201,5                                                    | 210,0                                                    | 217,0                                                    | 2.621,3                                                  |
| Извор #1: NOAA World Meteorological Organization (precipitation only) |                                                          |                                                          |                                                          |                                                          |                                                          |                                                          |                                                          |                                                          |                                                          |                                                          |                                                          |                                                          |                                                          |
| Извор #2: Deutscher Wetterdienst (extremes)                           |                                                          |                                                          |                                                          |                                                          |                                                          |                                                          |                                                          |                                                          |                                                          |                                                          |                                                          |                                                          |                                                          |

## Партнерски градови
- Биратнагар
- Санкт Петербург
- Шангај
- Лидс
- Улан Батор
- Мале